# La luce sugli oceani
La luce sugli oceani (The Light Between Oceans) è un film del 2016 scritto e diretto da Derek Cianfrance, con protagonisti Michael Fassbender, Alicia Vikander e Rachel Weisz. La pellicola è l'adattamento cinematografico del romanzo di debutto di M.L. Stedman La luce sugli oceani, pubblicato nel 2012.

## Trama
Australia Occidentale, dicembre 1918. L'eroe della Grande Guerra Tom Sherbourne, reduce dal fronte in Francia, per contrastare i dolorosi ricordi ha chiesto d'esser destinato al faro di Janus Rock, (immaginaria) isola disabitata a cento miglia dalla costa meridionale, dove l'oceano Indiano incontra quello Antartico.
Per esser portato a destinazione e iniziare il temporaneo incarico (sei mesi al posto del farista titolare, convalescente per esaurimento nervoso), arriva nella cittadina costiera (anch'essa immaginaria) di Point Partageuse. Qui, prima di partire, conosce casualmente la giovane e affascinante Isabel Graysmark, figlia del direttore della locale scuola: l'attrazione è immediata e reciproca, e i due iniziano un rapporto epistolare che li porterà presto a sposarsi.
Così anche la donna va a vivere su Janus Rock, dove nel frattempo Tom ha avuto un contratto di tre anni, perché il predecessore si è tolto la vita. Nonostante la solitudine e le intemperie, la coppia vive in armonia finché lei non subisce in breve tempo due aborti spontanei, convincendosi di non poter mai più diventare madre.
Ma pochi giorni dopo l'ultima perdita, una piccola barca a remi va alla deriva sull'isola e al suo interno Tom e Isabel trovano un adulto ormai deceduto e una neonata ancora viva. Il dovere di Tom sarebbe di annotare e telegrafare l'accaduto, ma Isabel lo dissuade allo scopo di tenere la piccola, e crescerla come se fosse loro figlia, facendo credere a tutti che sia nata prematura. Tom, pur con molta difficoltà, accetta e i due allevano la bambina, dandole il nome di Lucy.
Quando si recano sulla terraferma per il battesimo di Lucy, Tom vede una donna, Hannah Roenfeldt, piangere davanti a una lapide che commemora la scomparsa in mare di suo marito Frank e della loro figlia Grace Ellen; il giorno riportato sulla lapide è quello precedente all'arrivo della barca a Janus Rock. Comprendendo che si tratta della vera madre di Lucy, l'uomo molto turbato le scrive una lettera anonima nella quale la rassicura che sua figlia è viva e ha chi si prende cura di lei.
Tom, Isabel e Lucy vivono felicemente sull'isola per tre anni. Successivamente tornano in città per una cerimonia, durante la quale incontrano nuovamente Hannah e vengono a conoscenza della sua storia: suo marito Frank, di origine tedesca, aveva preso il mare scappando da una folla inferocita che voleva linciare lui e Grace, per poi perdersi in mare aperto. Tormentato dai sensi di colpa, Tom invia ad Hannah un sonaglio che era stato trovato sulla barca su cui era arrivata Lucy. Il ricco padre della donna offre una ricompensa a chi possa dare informazioni sull'oggetto, e un collega di Tom lo riconosce e lo denuncia alla polizia.
Per salvare Isabel, Tom si prende la piena responsabilità di quanto accaduto, dichiarando di aver costretto sua moglie a tenere la bambina. La donna, dal canto suo, è devastata perché a causa del suo pentimento Lucy le viene tolta e restituita alla sua vera madre Hannah, e pertanto decide di non rivolgergli mai più la parola. Lucy inizialmente rifiuta la sua vera famiglia, non vuole essere chiamata Grace e chiede continuamente di essere riportata dall'unica madre che abbia mai conosciuto, fino a scappare: la polizia sospetta sia stata rapita da Isabel, ma questa è estranea e la bambina sarà ritrovata in spiaggia, a notte fonda, sana e salva: ai poliziotti dirà che voleva tornare al faro.
Spinta dall'affetto provato da Lucy per Isabel, Hannah prende allora una severa decisione: se la donna testimonierà contro Tom, nel frattempo accusato dell'omicidio di Frank, le restituirà Lucy perché viva felice con la madre putativa. Isabel, che non si è mai espressa a favore o contro Tom a causa del rancore che prova per lui, decide di leggere finalmente una lettera dal marito imprigionato, che aveva riposto senza aprirla. Tom la ringrazia per tutta la felicità che gli ha regalato e accetta di venire processato, incarcerato e probabilmente giustiziato perché lei possa vivere libera e felice.
Capendo il gesto del marito Isabel corre da lui un attimo prima che venga imbarcato per Albany, dove dovrà subire il processo, e dichiara a tutti la verità su quanto accaduto all'arrivo della bambina. I due vengono processati, ma Hannah, colpita dalla vicenda, intercede in loro favore allo scopo di ridurre la loro pena. Intanto la bambina inizia ad affezionarsi alla sua vera famiglia e accetta di essere chiamata con il doppio nome Lucy-Grace come compromesso. Scontata la loro pena Isabel e Tom decidono di ritirarsi a vivere in solitudine lontani dalla bambina che hanno cresciuto.
Passati oltre vent'anni, nel 1950 Isabel muore di malattia, ancora dilaniata dalla propria coscienza; pochi giorni dopo, l'ormai adulta Lucy-Grace giunge a casa dove i due coniugi vivevano insieme per presentare a Tom il suo bambino appena nato, Christopher. L'uomo le consegna una lettera scrittale da Isabel prima di morire, e la giovane lo ringrazia per essere stato l'unico padre che lei abbia mai conosciuto e per l'infanzia felice che i due le hanno donato. Tom e Lucy-Grace si promettono di rimanere in contatto; mentre lei si allontana in auto, l'uomo la guarda finalmente sereno e libero dai fantasmi del passato.

## Produzione
La DreamWorks acquisisce i diritti del romanzo il 27 novembre 2012, con David Heyman e Jeffrey Clifford alla produzione. Nel settembre 2013 viene annunciato Derek Cianfrance come regista e sceneggiatore del film.
Il budget del film è stato di 20 milioni di dollari.

### Riprese
Le riprese sono iniziate nel settembre 2014 e si sono svolte principalmente tra Australia e Nuova Zelanda. Nel novembre la produzione si è spostata a Stanley, una piccola cittadina della Tasmania.

## Promozione
Il primo trailer del film viene diffuso il 24 febbraio 2016.

## Distribuzione
Il film, che è stato presentato in concorso alla 73ª Mostra internazionale d'arte cinematografica di Venezia il 1º settembre 2016, è stato distribuito nelle sale cinematografiche statunitensi a partire dal 2 settembre 2016, distribuito dalla Touchstone Pictures, mentre in Italia a partire dall'8 marzo 2017.

## Riconoscimenti
- 2016 - Mostra internazionale d'arte cinematografica
  - Candidatura per il Leone d'oro a Derek Cianfrance
- 2016 - Film by the Sea International Film Festival
  - Candidatura per il miglior regista a Derek Cianfrance
- 2017 - Central Ohio Film Critics Association Awards
  - Candidatura per la migliore attrice non protagonista a Rachel Weisz
- 2017 - CinEuphoria Awards
  - Candidatura per la migliore attrice internazionale a Alicia Vikander